# دور از اجتماع خشمگین (فیلم ۲۰۱۵)
دور از اجتماع خشمگین (انگلیسی: Far from the Madding Crowd) فیلمی در ژانر درام و رمانتیک به کارگردانی توماس وینتربرگ است که در سال ۲۰۱۵ منتشر شد. این چهارمین اقتباس سینمایی از رمانی به همین نام نوشته توماس هاردی شاعر و نویسنده انگلیسی است.

## داستان
دختری سرسخت و مستقل در انگلستان دوران ویکتوریایی یک مزرعه بزرگ را از عموی تازه درگذشته‌اش به ارث می‌برد و تصمیم می‌گیرد که آنجا را به تنهایی اداره کند در حالی‌که چندین خواستگار نیز دارد.

## بازیگران
- کری مولیگان
- ماتیاس اسچوئنائرتس
- مایکل شین
- جونو تیمپل
- تیلی واسبرگ